# مهرزاد بروجردی
مهرزاد بروجردی (زادهٔ ۱۳۴۱ در آغاجاری) تحلیلگر سیاسی، پژوهشگر، و استاد علوم سیاسی است. او در حال حاضر نایب‌رئیس دانشگاه علم و فناوری میزوری و رئیس کالج هنرها، علوم، و آموزش این دانشگاه است. او پیشتر رئیس مدرسهٔ امور بین‌الملل ویرجینیا تِک و استاد دانشگاه سیراکیوس، ایالت نیویورک بوده است.

## زندگی
مهرزاد بروجردی به سال ۱۳۴۱ در شهر آغاجاری به دنیا آمد و دوران کودکی و نوجوانی را در خوزستان گذرانید. چند ماهی پیش از انقلاب ۵۷ برای ادامه تحصیلات دبیرستانی به آمریکا سفر کرد. دوره کارشناسی علوم سیاسی و جامعه‌شناسی را تا سال ۱۳۶۲ در دانشگاه بوستون (Boston University) پی گرفت و به سال ۱۳۶۴ دوره کارشناسی ارشد علوم سیاسی را در دانشگاه نورت‌ایسترن(Northeastern University) به پایان برد. در ۱۳۶۹ مدرک دکترای روابط بین‌الملل را از دانشگاه آمریکایی (American University) در شهر واشینگتن دریافت کرد و سپس دو سال دوره‌های فوق دکترا را در دانشگاه‌های هاروارد (Harvard University) و تگزاس (University of Texas at Austin) سپری نمود. وی از سال ۱۳۷۱ تا ۱۳۹۸ استاد علوم سیاسی دانشگاه سیراکیوز (Syracuse University) بود و بعد از آن رئیس دانشکده روابط همگانی و بین‌الملل دانشگاه ویرجینیا تک (Virginia Tech) شد. او هم‌اکنون رئیس دانشکده هنر، علوم و آموزش، دانشگاه علم و فناوری میزوری می‌باشد.
از مهرزاد بروجردی کتاب‌های زیر به چاپ رسیده‌اند:
- روشنفکران ایرانی و غرب (فرزان روز – چاپ نخست ۱۳۷۷)
- تراشیدم، پرستیدم، شکستم (نگاه معاصر – چاپ نخست ۱۳۸۹)
- آینه ای برای امیر مسلمان: اسلام و اندیشهٔ حکومت‌گری (دانشگاه سیراکیوز – ۲۰۱۳ – به زبان انگلیسی)
- صاحب منصبان سیاسی در ایران پس از انقلاب (دانشگاه سیراکیوز – ۲۰۱۸ – به زبان انگلیسی)

بیش از ۵۰ مقاله نیز از دکتر بروجردی به زبان‌های فارسی و انگلیسی در جریده‌های ایرانی و انگلیسی انتشار یافته است.
مهرزاد بروجردی رئیس پیشین انجمن بین‌المللی ایرانشناسی (Society for Iranian Studies)، قدیمی‌ترین گروه پژوهش‌های ایرانشناسی در مغرب زمین است. او یکی از دو مؤسس پورتال داده‌های ایران (https://irandataportal.syr.edu/) است و همچنین بنیان‌گذار و مدیر مرکز پژوهش‌های خاورمیانه در دانشگاه سیراکیوز از سال ۱۳۸۲ تا ۱۳۹۳ بود. دکتر بروجردی به مدت ۱۸ سال نیز سرویراستار رشته کتاب‌های تاریخ سیاسی و روشنفکری خاورمیانه انتشارات دانشگاه سیراکیوز بود و در این مدت توفیق انتشار بیش از ۳۰ کتاب در این رشتهٔ پژوهشی را به دست آورد.
نقطه نظرات او به عنوان یک تحلیلگر سیاسی در بسیاری از مهم‌ترین مطبوعات ایرانی و خارجی از جمله نیویورک تایمز، لس آنجلس تایمز، واشینگتن پست، وال استریت ژورنال، گاردین، اکونومیست، الجزیره، آسوشیتدپرس، رویترز و اشپیگل به چاپ رسیده است.